# Sisterhood of Dune
Sisterhood of Dune è un romanzo di fantascienza del 2012 di Brian Herbert e Kevin J. Anderson, ambientato nell'universo di Dune ideato da Frank Herbert. È il primo della trilogia Great Schools of Dune, che si propone di descrivere la fondazione di diverse scuole che risultano importanti nei romanzi successivi di Dune, e come tale è un prequel del romanzo originale Dune di Frank Herbert del 1965.
Il romanzo è ambientato 80 anni dopo la battaglia di Corrin, in cui le forze robotiche sono state distrutte dai militari umani che sostenevano il Jihad Butleriano.
Il romanzo è inedito in italiano.

## Trama
All'epoca del romanzo la famiglia Butler, con il nome di Corrino, ha consolidato una tenue presa sull'universo occupato dagli umani. Il capo della famiglia Corrino, l'imperatore Salvador, vive nello splendore del pianeta Salusa Secundus con il fratello e consigliere di fiducia, Roderick Corrino, ma il loro controllo dell'Impero è minacciato da Manford Torondo, popolare leader del movimento anti-tecnologico Butleriano. Il demagogo Torondo, privato di entrambe le gambe a causa dell'esplosione di una bomba nei decenni precedenti, conduce il suo Maestro di Spada Anari Idaho e milioni di persone in tutto l'Imperium per purificare l'umanità dalla sua dipendenza da tecnologie di comodità, spesso sfruttando la paranoia religiosa per i suoi fini.
In opposizione al movimento popolare c'è un uomo d'affari senza scrupoli, Josef Venport, pronipote della trasformata Norma Cenva, che ha scoperto il segreto per creare navigatori in grado di piegare lo spazio e detiene un quasi totale monopolio sui viaggi interstellari. Consigliato dalla mutata Norma e da sua moglie Cioba, Josef complotta contro i suoi pochi concorrenti rimasti e fonda un gruppo segreto di ricercatori scientifici che nutrono rancori personali contro i Butleriani, al punto che sono disposti a salvare e ottimizzare la vecchia tecnologia cymek per soddisfare i loro desideri di vendetta contro Torondo.
Nel frattempo, sul pianeta Keplero, l'eroe di guerra Vorian Atreides cerca di tenere i suoi compagni liberi dalla minaccia degli schiavisti. Vorian, la cui vita è stata prolungata per anni a causa di un trattamento ricevuto in giovane età, viene spesso scambiato per un giovane, pur avendo più di duecento anni. Ha successo un tentativo di ottenere la protezione imperiale per il suo pianeta, ma poi Vorian viene inviato in esilio da Salvador e Roderick, che sono preoccupati che l'eroe del Jihad possa, attraverso la sua fama, incitare una ribellione contro la loro autorità.
Sul pianeta Lankivei, la famiglia Harkonnen sopravvive a malapena con un'esistenza mediocre, lontana dalla gloria di cui godevano i loro antenati dopo che Vorian Atreides aveva ridotto in disgrazia Abulurd Harkonnen. Mentre i genitori hanno deciso di abbandonare l'ambizione in favore della sopravvivenza e di una vita umile, i due figli più grandi, Griffin e Valya, cercano di ricostruire le fortune della famiglia prestando servizio rispettivamente al Landsraad e alla Sorellanza su Rossak.
Altre trame seguono la Sorellanza di Rossak, guidata dalla nipote di Vorian, la Reverenda madre Raquella Berto-Anirul, sopravvissuta a un avvelenamento che le fornì i ricordi e le presenze mentali dei suoi predecessori. Raquella deve affrontare sfide di simpatizzanti Butleriani all'interno della Sorellanza, che giustamente sospettano che Raquella e il suo circolo privato utilizzino il computer per gestire il loro programma di allevamento, che comprende una quantità immensa di dati familiari da tutto l'Impero. Raquella è aiutata in questi sforzi dalla Sorella Valya Harkonnen, che dedica i suoi sforzi per ricostruire la gloria della sua famiglia, ma viene ostacolata quando la viziata principessa Anna Corrino (sorella dell'imperatore Salvador e Roderick) viene inviata a Rossak. Anna, vista come una vergogna da parte della famiglia reale, ha lo scopo di acquisire competenze importanti fra le Sorelle, ma segue le proprie ambizioni infantili e prende un farmaco per indurre una trasformazione pre-morte che potrebbe fare di lei una Reverenda Madre. Attraverso il nuovo direttore dell'Istituto Suk, e la ex Sorella Rossak Dr. Ori Zhoma, la Sorellanza trama anche complotti contro Salvador, che si teme possa essere l'antenato di un potenziale disastroso tiranno.
Il mentat Albans Gilbertus, addestrato dal robot Erasmus prima della caduta dell'impero robotico e con un prolungamento di vita simile a quello di Vorian, tenta di ristabilire l'ordine nella sua scuola Mentat sul pianeta Lampadas e nasconde l'esistenza del suo vecchio mentore. Tuttavia, egli è trascinato nel movimento anti-tecnologia Butleriano, una campagna di fanatismo da parte dei suoi allievi più accesi, e dal furore di Manford Torondo, che lo costringe a servire come suo consigliere speciale. Egli si trova costretto ad un confronto con il suo migliore allievo e amico, Draigo, che è al servizio di trasporto di conglomerati di Josef Venport di VenHold, apparentemente un precursore della Gilda Spaziale.
Sul pianeta Arrakis viene rivelato che i Fremen di Dune hanno abbandonato la vita più confortevole dei villaggi di Arrakeen, andando a prosperare nel deserto, incontrando vari nemici e alleati nel corso della loro esistenza.